# Kadettenhaus (Berlin)

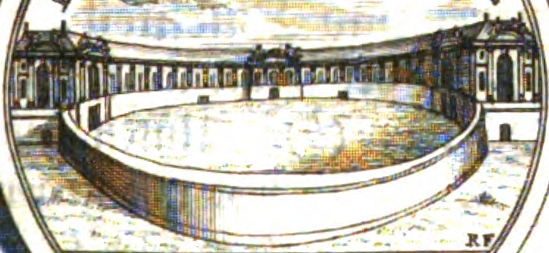
Ansicht des im Stil eines antiken Amphitheaters ausgebauten Berliner Hetzgartens. Ausschnitt aus einer Medaille von 1693. Künstler: Raimund Faltz.

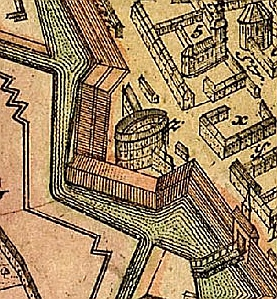
Lage des Kadettenhauses am östlichen Teil der Berliner Festungsmauer (Ausschnitt aus dem Berlin-Stadtplan von Walter, 1737, Norden am unteren Rand).

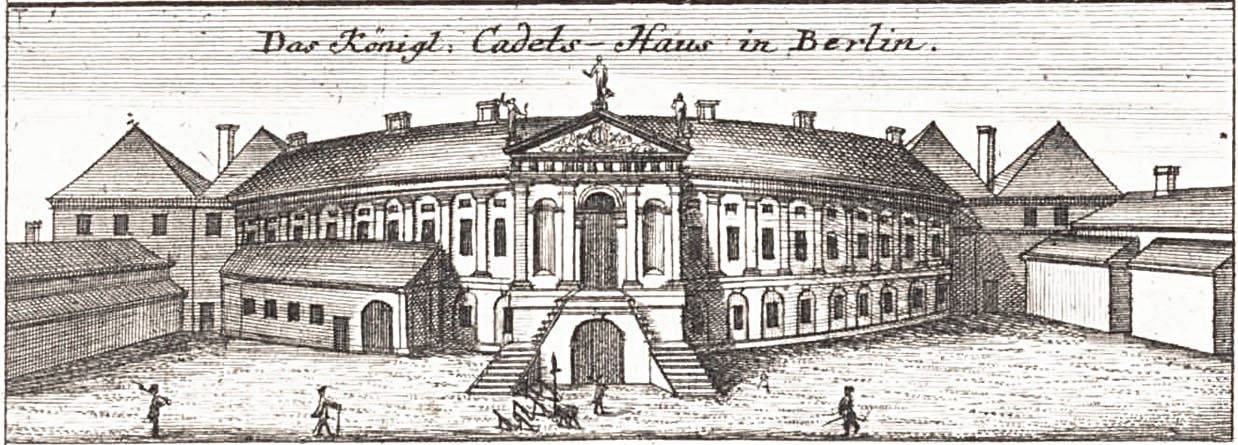
1717 wurde die Hetzgarten-Anlage zum Kadettenhaus umgebaut Beibild zum Berliner Stadtplan von Schleuen von 1757.

Das alte Kadettenhaus in Berlin beherbergte von 1717 bis 1777 im erweiterten Gebäude des ehemaligen „Hetzgartens“ eine Kadettenanstalt in Berlin-Mitte zur Ausbildung des Offiziernachwuchses der Preußischen Armee. Es befand sich innerhalb der Bastion IX der Festung Berlin etwa auf dem Platz des Haupttreppenhauses des heutigen Berliner Stadtgerichts in der Littenstraße 13.

## Vom Hetzgarten zum Kadettenhaus
Der Hetzgarten war eine 1693 von Baumeister Johann Arnold Nering auf Anordnung des Kurfürsten Friedrich III. erbaute an einer Seite von einem halbkreisförmigen Gebäude umgebene zirkelrunde Arena, in der bis 1712 öffentliche Tierhetzen stattfanden. Nachdem im Jahre 1712 das Quartier der Kadettenakademie, das Fechthaus in der Klosterstraße, durch einen Brand unbenutzbar geworden war, ordnete Friedrich I. an, die Tierhetzen in Berlin zu beenden und den Kadetten den Hetzgarten als Notunterkunft zu überlassen. Im Folgejahr starb Friedrich und unter seinem Nachfolger wurde aus der provisorischen Unterbringung der Kadetten im Hetzgarten eine Dauereinrichtung. König Friedrich Wilhelm I. schaffte ihn bei seinem Regierungsantritt im Jahre 1713 ab. Bis 1717 wurde das Halbrund der kolossalen Säulenhalle des Hetzgartens durch einen dreigeschossigen Fachwerkbau zu einem geschlossenen Gebäudering ergänzt.
König Friedrich Wilhelm I., der „Soldatenkönig“, konzentrierte die ursprünglich auf verschiedene Akademien im Lande verteilte Erziehung der Kadetten für das preußische Heer in seiner Hauptstadt und quartierte im Kadettenhaus 1717 ein vergrößertes Kadettenkorps in drangvoller Enge ein.
Die Nutzungsgeschichte des Hetzgartens von einer antikisierenden Festspielen gewidmeten Lustarchitektur zur Militärschule gilt als Beispiel für den Charakter der Umstrukturierung des preußischen Hofes durch den Regierungsantritt des Soldatenkönigs Friedrich Wilhelm I.

## Der Unterricht im Kadettenhaus
Die preußischen Kadetten waren zwischen 11 und 18 Jahren alt und kamen meist aus den Ostprovinzen Preußens. Verarmte Eltern sahen in der Weggabe ihrer Söhne ins Kadettenhaus eine Möglichkeit zur standesgemäßen Versorgung, der König hingegen erzog sich damit den Nachwuchs für sein Offizierkorps. Die Kadetten blieben zwei bis drei, seltener vier Jahre im Kadettenhaus. Danach wurden sie in der Regel zunächst als Gefreiterkorporal in ein Regiment überwiesen.

## Ein Ort spartanischer Erziehung
Eine Schilderung des Unterrichts und der Stimmung in dem alten Kadettenhaus gibt Adolf von Crousaz in seinem 1857 erschienenen Buch über das Königlich Preußische Kadettencorps
„Damals (1740) war das Kadetten-Corps ein halb klösterliches und halb Spartanisches Institut, vortrefflich in Zucht und Kraft, aber ohne geistige Belebung, ohne Anziehungskraft nach Außen. Der ganze Unterricht war ein mechanisches und elementares Exercitienwesen; das Lehrercollegium war wissenschaftslos und unbedeutend, das Strafsystem eisern; man wohnte eng zusammengepresst, in einem schadhaften Hause etc. Man erzog vortreffliche Männer, wie einst die Lykurgische Verfassung dergleichen auch erzogen hatte, aber es war doch ein düsteres Bild, ein den Bestimmungen des menschlichen Geistes nicht entsprechender Zustand.“

## Abriss und Neubau
Bereits 1723 dachte man an einen erweiternden Umbau, doch erst Friedrich der Große veranlasste den Bau eines dreistöckigen Gebäudes von rechteckiger Form. Nachdem der Neubau des Kadettenhauses zum Teil fertig war, wurde das alte 1777 abgebrochen.

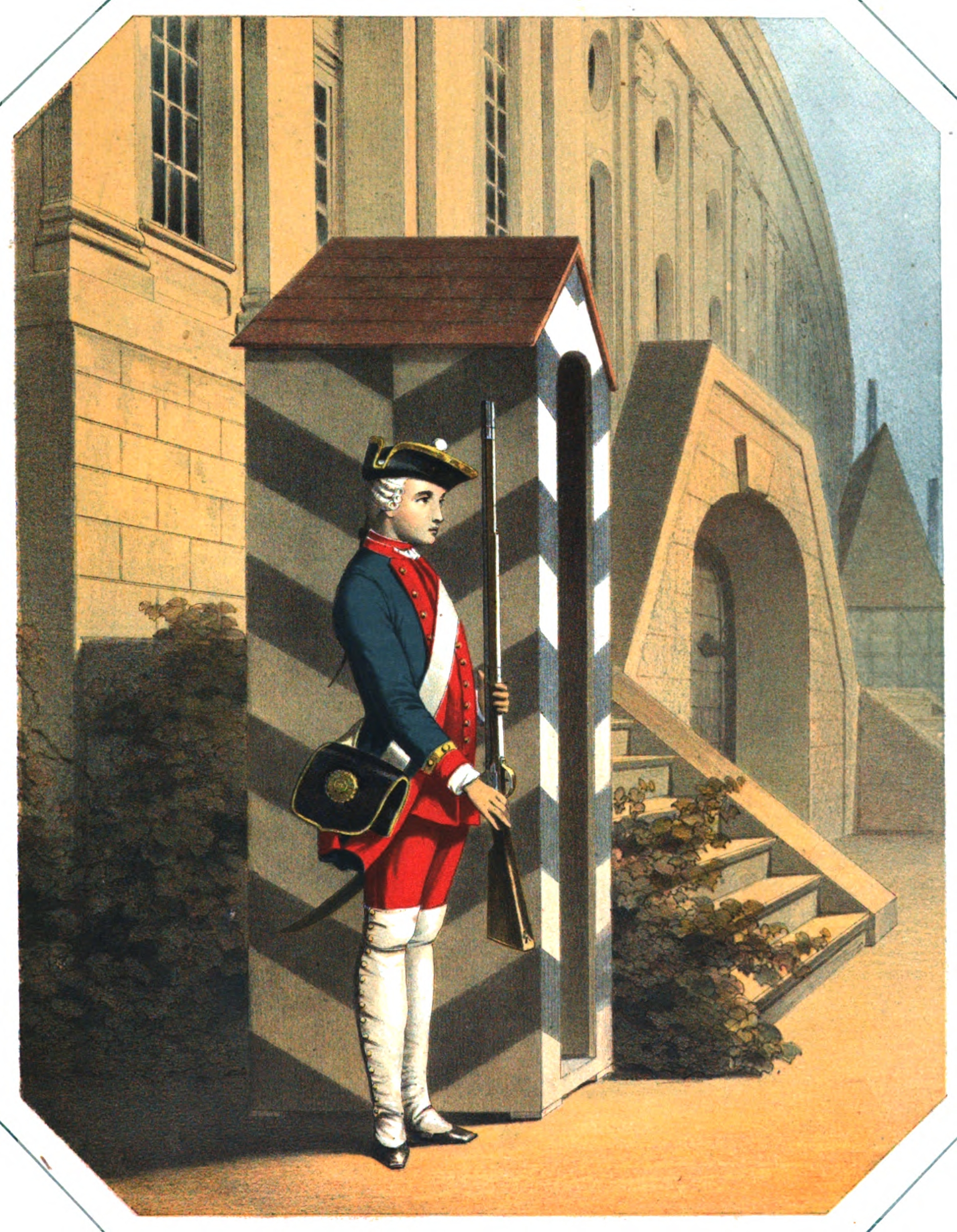
Ein preußischer Kadett von 1717 auf Wache vor dem Eingang des Kadettenhauses in Berlin. Unbekannter Graphiker, 1855.
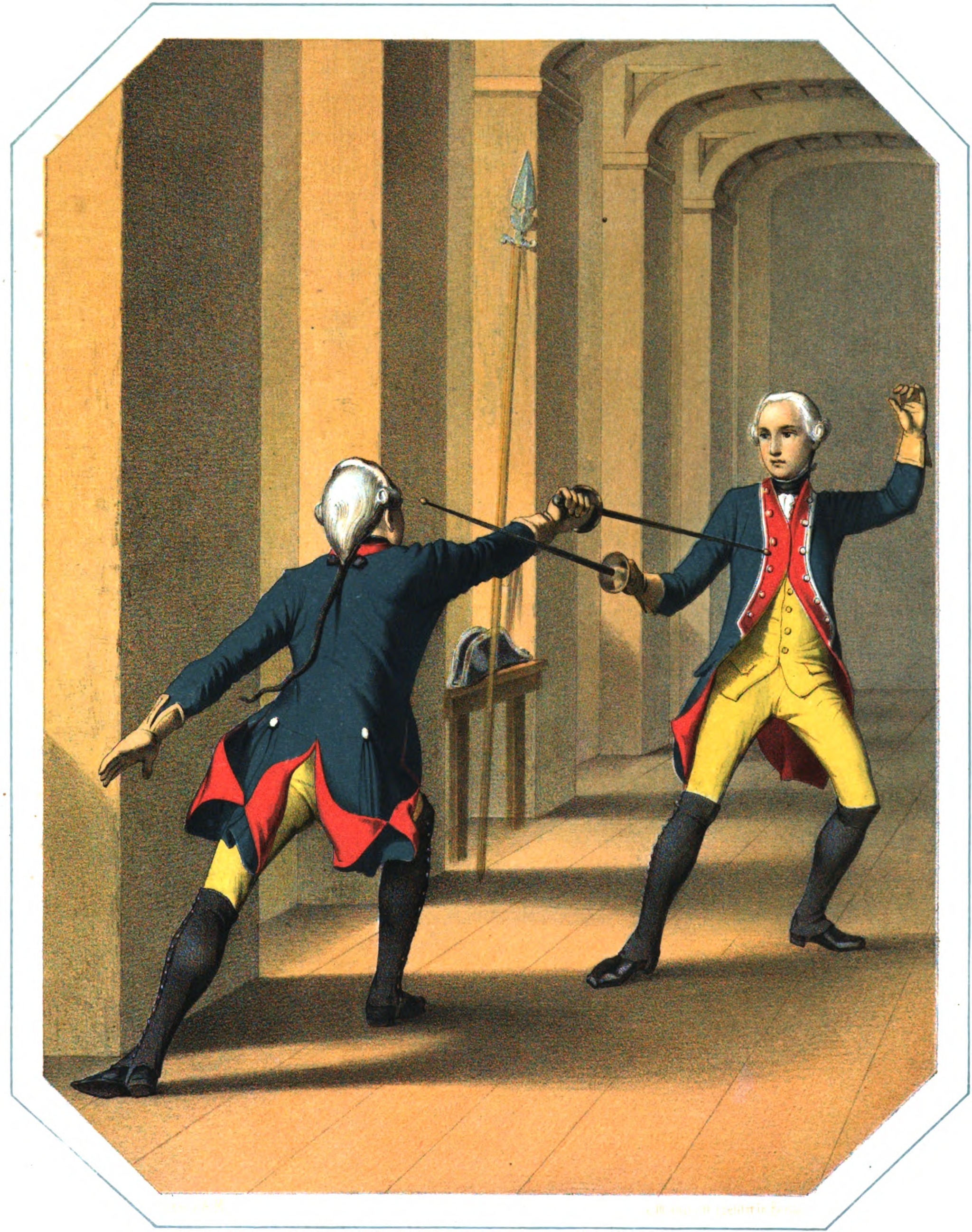
Kadetten von 1786 beim Fechtunterricht. Unbekannter Graphiker, 1855.
1853: Schulische Voraussetzungen für Aufnahme ins Kadettenhaus